# Iakov Chichkine
Pour les articles homonymes, voir Chichkine.
Iakov Vassilievitch Chichkine (en russe : Яков Васильевич Шишкин) est un aviateur soviétique, né le 23 décembre 1921 et décédé le 27 décembre 1979. Pilote de chasse et As de la Seconde Guerre mondiale, il fut distingué par le titre de Héros de l'Union soviétique.

## Carrière
Né le 23 décembre 1921 dans le village d'Alekseïevka, dans l'actuelle oblast de Saratov, il s'engagea dans l'Armée rouge en 1938 et sortit pilote breveté de l'École militaire de l'Air d'Engels, en 1940.
Il ne rejoignit le front qu'en décembre 1943, à l'issue d'une formation poussée dans un centre aérien spécialisé, et fut muté au 32.GuIAP (régiment de chasse aérien de la Garde), équipé de P-39 Airacobra et avec lequel il termina la guerre comme kapitan (capitaine). Ayant principalement combattu au-dessus de la Pologne et du territoire du Troisième Reich, on peut noter parmi ses succès aériens :
- 1 Fw.190 abattu le 4 février 1945 près de Breslau ;
- 1 Fw.190 abattu le 22 mars 1945 près de Steinau.

À la fin du conflit il commandait une escadrille du 32.GuIAP.
Après la guerre, il poursuivit une carrière militaire. Il fut diplômé de l'Académie de l'Air en 1959 et prit sa retraite comme polkovnik (colonel) en 1968. Il décéda à Minsk le 27 décembre 1979.

## Palmarès et décorations

### Tableau de chasse
- Crédité de 18 victoires homologuées, toutes individuelles, obtenues au cours de 244 missions de guerre et 36 combats aériens.

### Décorations
- Héros de l'Union soviétique le 27 juin 1945 (médaille no 6534) ;
- Ordre de Lénine ;
- Deux fois titulaire de l'Ordre du Drapeau rouge ;
- Ordre de la Guerre patriotique de 1re classe ;
- Deux fois titulaire de l'Ordre de l'Étoile rouge.